# Henry B. Carrington
Henry Beebee Carrington (Wallingford, 2 marzo 1824 – Boston, 26 ottobre 1912) è stato un militare statunitense.
Personaggio di cultura poliedrica è stato anche un avvocato, un professore e uno scrittore prolifico. Da ufficiale dell'esercito dell'Unione prese parte alla guerra civile americana. Fu poi un colonnello dell'esercito degli Stati Uniti durante la guerra di Nuvola Rossa, quando costruì una serie di forti messi a protezione del Bozeman Trail.

## Biografia
Carrington conseguì la laurea presso la Yale University nel 1845 e nei due anni successivi fu impegnato nell’insegnamento come professore di scienze naturali e di greco presso l'Irving Institute di Tarrytown (New York).
Dopo aver frequentato la Yale Law School di New Haven nel Connecticut nel 1848 si trasferì a Columbus, Ohio, dove cominciò ad esercitare la professione di avvocato e ad insegnare all’università.
Fu in Ohio che Carrington, da convinto abolizionista, si impegnò con passione in campo politico e diede il suo concreto contributo nell’organizzare il locale Partito Repubblicano (Republican Party).

### Guerra civile
Nel 1857 il governatore dell'Ohio Salmon P. Chase affidò a Carrington il compito di riorganizzare la milizia dell'Ohio, e all'inizio della guerra civile americana, fece parte dell'esercito dell'Unione con il grado di aiutante generale dell'Ohio State Militia. Ebbe poi, nel 1861, la nomina a colonnello del 18º Reggimento di fanteria ed infine, nel 1863, fu promosso brigadier generale dei volontari.
Malgrado la sua rapida carriera nei ranghi dell’esercito, durante la guerra Carrington non vide mai il campo di battaglia in quanto il suo compito specifico era quello di raccogliere ed istruire le reclute dell’Ohio per contribuire allo sforzo bellico dell’Unione.
Negli ultimi anni della guerra, Carrington operò come ufficiale dei servizi segreti e contribuì fattivamente ad organizzare il sistema di intelligence con lo sviluppo di una rete di spie in Indiana, Illinois, Kentucky e Tennessee. Allo stesso tempo egli svolse anche il ruolo di supervisore dei tribunali militari in Indiana e in Ohio, ma quei processi furono in seguito giudicati "illegali" dalla Corte Suprema di Washington. Infine, nel 1865, fu messo fuori servizio volontario.

### Guerra di Nuvola Rossa
Nell’estate del 1866, il generale Sherman gli conferì la carica di comandante del cosiddetto ‘Distretto Montano’ con il compito di costruire forti nel territorio del Powder River. Con il suo reggimento, Carrington costruì in pochi mesi i tre forti occidentali messi a protezione del Bozeman Trail: Fort Reno a sud sull’alto corso del Powder River (Wyoming), Fort Phil Kearny sul Little Piney Creek ai piedi dei Monti Bighorn sempre in Wyoming e Fort C. F. Smith, a nord sul Bighorn River (Montana).
La carriera militare di Carrington terminò bruscamente durante la guerra di Nuvola Rossa, quando tutti gli ottanta uomini del contingente comandato dal capitano William J. Fetterman furono sterminati nel dicembre del 1866 in un agguato di guerrieri Sioux, Cheyenne e Arapaho. Dopo quel tragico scontro con i nativi, noto come battaglia di Fetterman, Carrington venne messo sotto accusa perché ritenuto responsabile del massacro, fu quindi rimosso dal suo incarico e assegnato a compiti di minore importanza. Venne prima inviato nella valle del Platte River, in Nebraska, come comandante del forte McPherson e poi a Fort Sedgwick in Colorado.

### Ultimi anni e morte
Nel 1870 morì la sua prima moglie Margaret e Carrington, anche a causa di una ferita riportata in servizio, lasciò l’esercito e tornò all’insegnamento come professore di scienza e tattica militare al Wabash College di Crawfordsville, Indiana.
L’anno successivo sposò Frances Courtney Grummond, vedova di George W. Grummond, un ufficiale che era tra i caduti del drappello di Fetterman.
Nel tentativo di scagionarsi dall’accusa che lo indicava come responsabile di quel tragico evento, Carrington nel 1878 ripubblicò il diario della sua prima moglie Margaret arricchito con informazioni e dettagli aggiuntivi che deponevano a suo favore.
Nel 1889 da Boston, dove si era trasferito con la famiglia, ritornò nel Montana per redigere un trattato con gli indiani Flathead e l'anno successivo condusse un censimento molto dettagliato della Nazione Cherokee e delle Sei Nazioni a New York.
Nel 1910 la moglie Frances pubblicò il libro My Army Life and the Fort Phil. Kearney Massacre  Il libro, che vide la luce grazie al contributo decisivo dato dallo stesso Carrington, è un'intima testimonianza della dura esperienza di vita in un avamposto di frontiera che Frances, da giovane sposa, dovette affrontare durante i mesi di permanenza a Fort Phil Kearny.
Carrington, che è stato anche autore di numerosi testi di storia americana, morì a Boston, Massachusetts il 26 ottobre 1912 e fu sepolto nel cimitero di Fairview a Hyde Park nella contea di Norfolk, Massachusetts.

## Opere
- The Scourge of the Alps (1847)
- Russia Among the Nations and American Classics (1849)
- Military Movements in Indiana in 1864 (1864)
- Address of Col. H. B. Carrington, U.S.A. (1869)
- Ohio Militia and the West Virginia Campaign, 1861. Address of General Carrington, to Army of West Virginia (1870)
- Battles of the American Revolution, 1775-81 (1876)
- Crisis Thoughts (1878)
- Washington as a Strategist (1881)
- Battle Maps and Charts of the American Revolution (1881)
- The Indian Question (1884)
- Battles of the Bible (1885)
- Boston and New York, 1775 and 1776 (1885)
- Patriotic Reader; or Human Liberty Developed (1888)
- Columbian Selections, American Patriotism. For Home and School (1892)
- Beacon Lights of Patriotism: Or, Historic Incentives to Virtue and good Citizenship (1894)
- Poems of Home and Country: also, Sacred and Miscellaneous Verse (1895)
- Washington the Soldier (1899)
- The Exodus of the Flat Head Indians (1902)